# Russos a Espanya
Els russos a Espanya és el resultat del moviment migratori de ciutadans de la Federació russa cap al Regne d'Espanya.

## Història
Durant la Guerra Civil Espanyola hi havia 72 voluntaris russos blancs al bàndol nacional, així com uns centenars d'assessors soviètics al bàndol republicà.
Abans de la dissolució de la Unió Soviètica, els ciutadans russos tenien vetada la seva sortida a l'estranger. No és fins a principis dels anys 90 quan comença a ser important el fenomen de l'emigració russa a altres països del món, entre ells Espanya.

## Població estrangera d'origen rus a Espanya
El padró municipal del 2021ens diu que a Espanya hi ha 82.788 persones de nacionalitat russa, amb presència a totes les províncies de país, i residint majoritàriament a Alacant, Barcelona, Màlaga i Girona. El major percentatge de russos (21.11%) són a la província d'Alacant, on hi ha 17,478 russos, 10,344 dones i 7,134 homes. Després segueix la província de Barcelona (19.77%), on hi ha 16,367 russos, 10,878 dones i 5,489 homes. A Màlaga (9.01%) n'hi ha 7,458, 4,814 dones i 2,644 homes i a Girona (7.92%) 6,558, 3,957 dones i 2,601 homes. Aquestes xifres ens indiquen que les dones prevalen entre la població russa a Espanya. Pel que fa a l'any passat, el nombre total ha crescut en 5.073 persones.
| Gràfica d'evolució de Russos a Espanya entre 1998 i |
|                                                     |

També és destacable el nombre de ciutadans russos que han obtingut la nacionalitat espanyola durant els últims anys. En 2013 van ser 1.184 els que van obtenir la nacionalitat espanyola. Els motius van ser principalment dos: per haver contret matrimoni amb un espanyol i per haver estat residint a Espanya durant més de 10 anys.